# بذر القمر
بذر القمر أو سم السمك (الاسم العلمي: Menispermum) هو جنس من النباتات يتبع الفصيلة البذر القمرية من رتبة الحوذانيات.

## أنواع بذر القمر
- بذر القمر الكندي
- بذر القمر الدورياني
- بذر القمر الإهليلجي
- بذر القمر الأجرد
- بذر القمر الأصفر
- بذر القمر الثؤلولي
- بذر القمر الجلدي
- بذر القمر الدرعي
- بذر القمر الدرني
- بذر القمر الرفيع
- بذر القمر الروكسبوري
- بذر القمر السناني
- بذر القمر الشاذ
- بذر القمر الشعاعي
- بذر القمر الشمبري
- بذر القمر الصبغي
- بذر القمر العنقودي